# Neuapostolische Kirche
| Neuapostolische Kirche | Neuapostolische Kirche |
| ---------------------- | --- |
| Kirchenlogo            | |
| Basisdaten             | |
| Gründung               | 27. Januar 1863 in Hamburg (offiziell; spätestens jedoch 1878)                                                                  |
| Ursprung               | Katholisch-apostolische Gemeinden ↳ Allgemeine christliche apostolische Mission ↳ Neuapostolische Kirche                        |
| Mitglieder             | 9,2 Millionen (Stand: 1. Januar 2019) Deutschland: 329.646 (0,4 %) Österreich: 5.000 Schweiz: 31.643 (Stand: 31. Dezember 2018) |
| Gemeinden              | weltweit: 58.528 Deutschland: 1.610                                                                                             |
| Oberhaupt              | Stammapostel Jean-Luc Schneider (seit 2013)                                                                                     |
| Anschrift              | Neuapostolische Kirche International (NAKI) Überlandstrasse 243 8051 Zürich (Schweiz)                                           |
| Website                | www.nak.org |

Die Neuapostolische Kirche (abgekürzt NAK, englisch New Apostolic Church (NAC), französisch Église néo-apostolique (ENA)) ist eine christliche Religionsgemeinschaft, die sich Ende des 19. Jahrhunderts von Hamburg aus entwickelt hat und in Deutschland als Körperschaft des öffentlichen Rechts (K. d. ö. R.) anerkannt ist. Sie gehört zur Konfessionsgruppe der apostolischen Gemeinschaften.
Keimzelle war die Hamburger Allgemeine christliche apostolische Mission, die sich 1863 von den katholisch-apostolischen Gemeinden abgespalten hatte. Aus dieser Gemeinschaft entstanden weitere apostolische Gemeinden, die sich später größtenteils zur Neuapostolischen Kirche formierten. Die NAK sieht das in der urchristlichen Kirche noch vorhandene Apostelamt in ihrer Kirche wieder aufgerichtet. Zu ihren wichtigen Glaubensanschauungen gehört die Erwartung der Wiederkunft Christi in naher Zukunft.

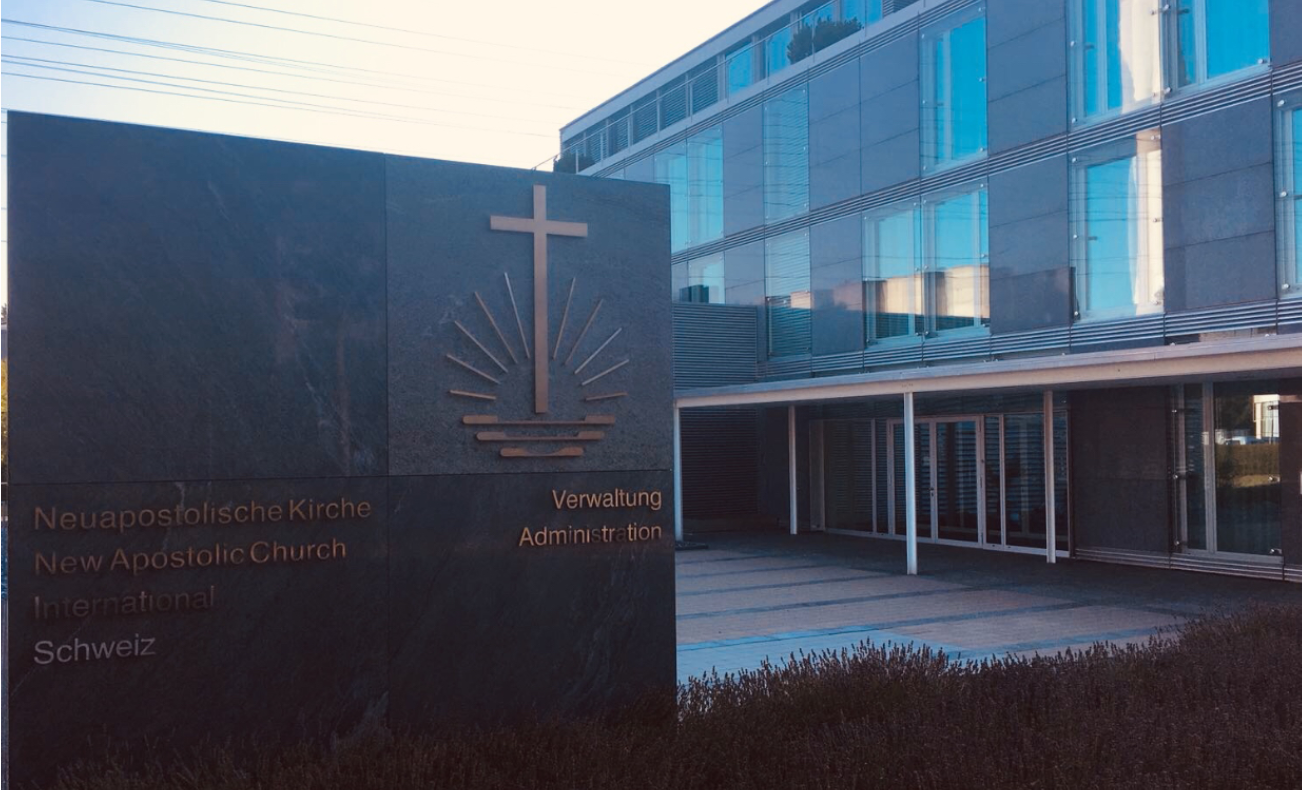
Internationaler Hauptsitz der NAK in Zürich

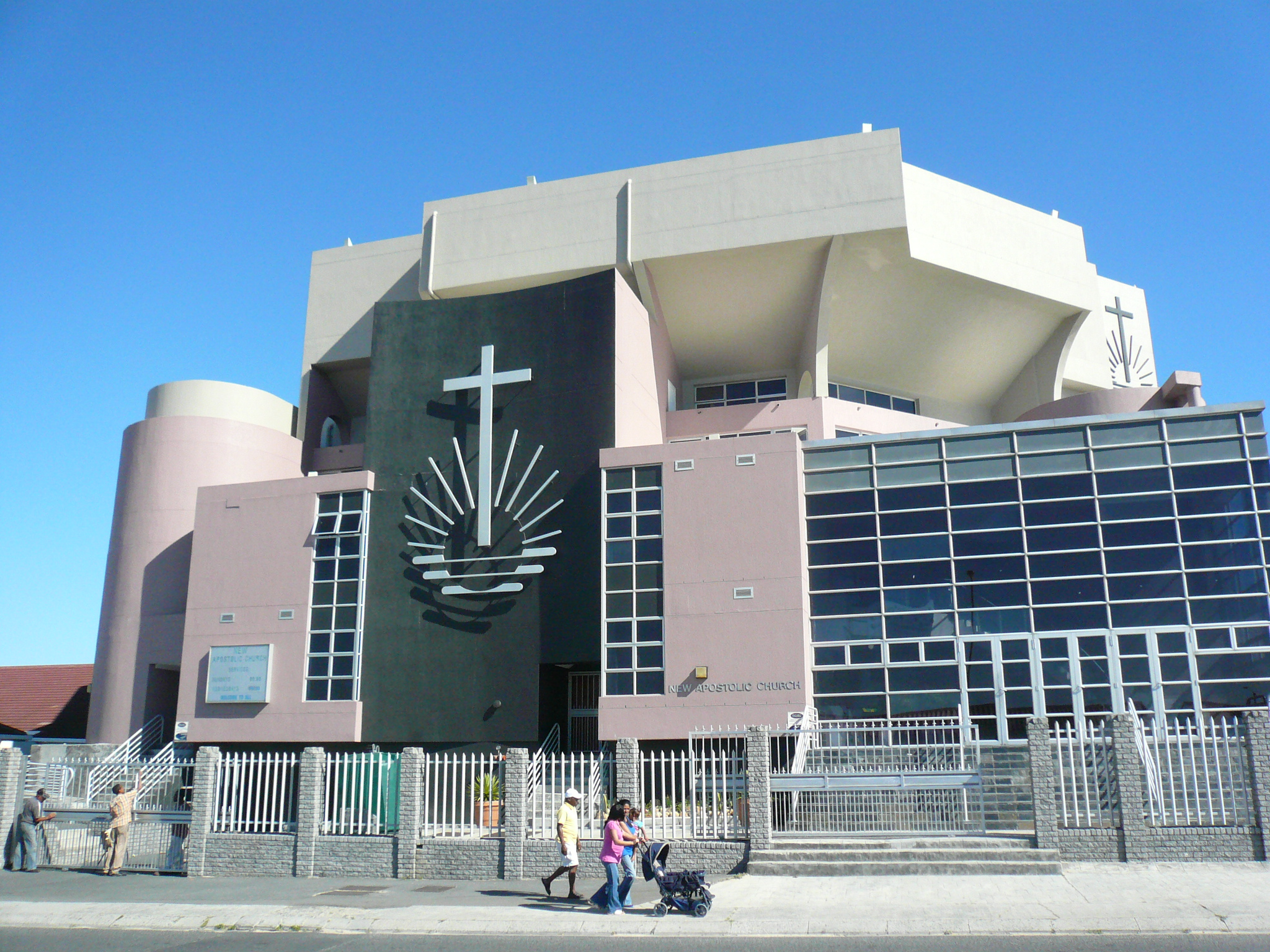
NAK in Kapstadt (Tafelsig, Stadtteil Mitchells Plain), größtes neuapostolisches Sakralgebäude der Welt

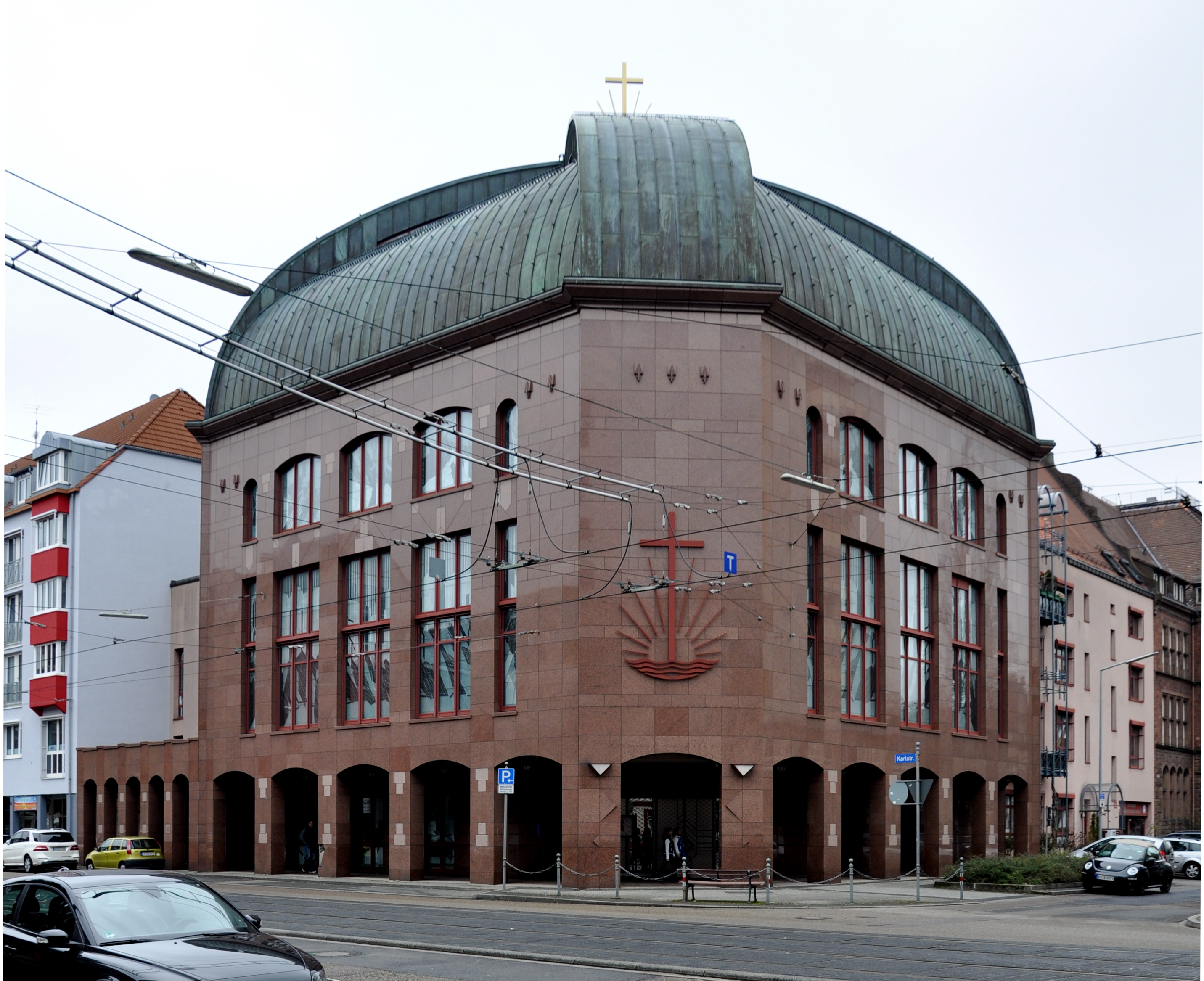
Zentralkirche in Karlsruhe mit altem Emblem

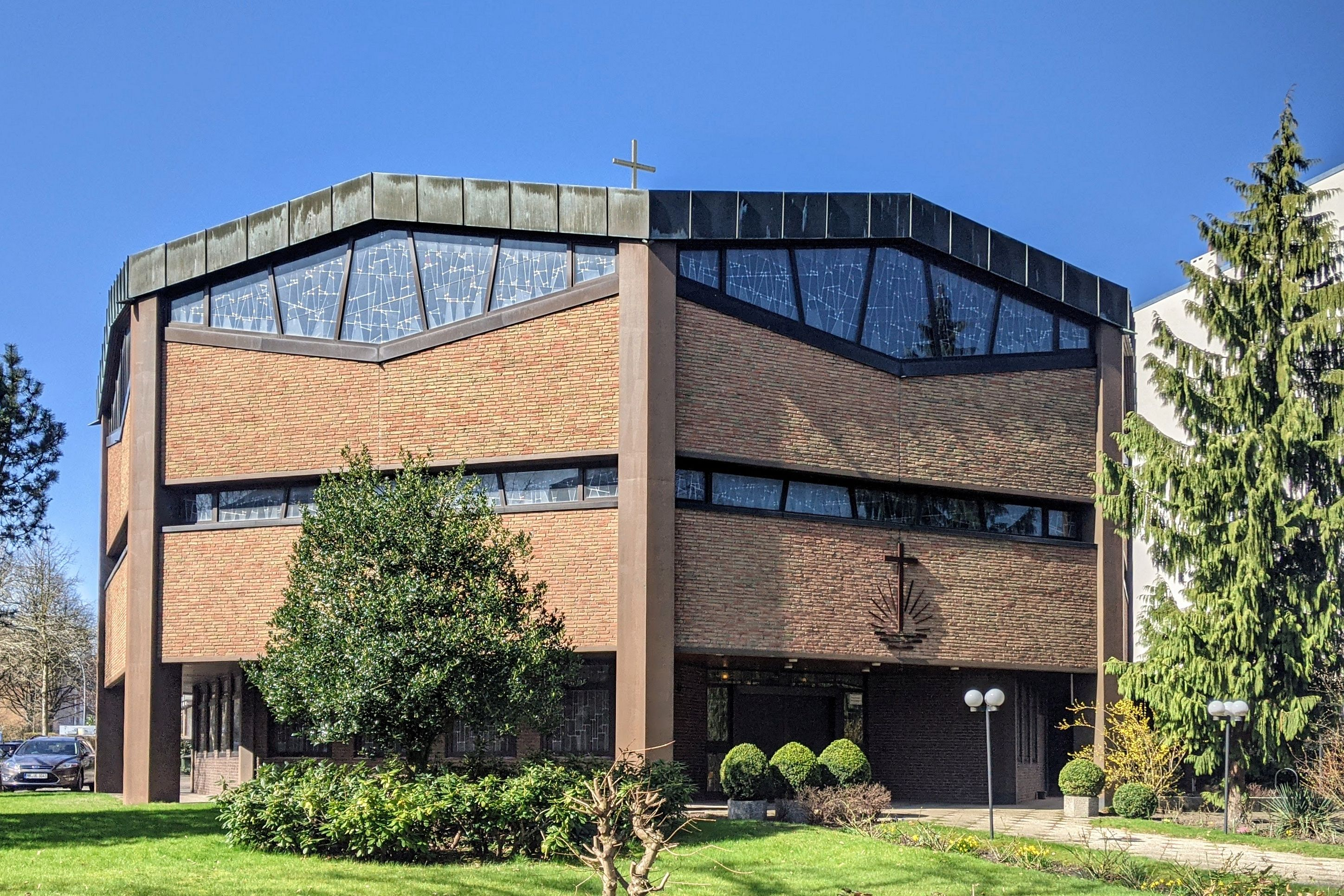
Neuapostolische Kirche in Hamburg-Borgfelde, Keimzelle der neuapostolischen Bewegung

Das Emblem der Neuapostolischen Kirche stellt ein über stilisierten Wellen schwebendes Kreuz dar, am Horizont geht die Sonne auf. Den einzelnen Elementen dieser Symbolik sind keine weitergehenden Bedeutungen zugedacht, sie sollen allgemein als Verweis auf die christliche Kirche stehen.

## Mitglieder

### Verbreitung
Die neuapostolische Kirche hatte 1995 weltweit 8,29 Mio. Mitglieder, 1970 waren es erst 1,71 Mio. Die Kirche selbst gibt ihre aktuelle Mitgliederzahl mit knapp 9,2 Millionen an. Ihre weltweite Verbreitung per Januar 2019 unterteilt sich demnach wie folgt über die verschiedenen Kontinente:
| Kontinent             | Mitglieder | Gemeinden | Amtsträger (Funktionäre) |
| --------------------- | ---------- | --------- | ------------------------ |
| Afrika                | 7.761.817  | 49.959    | 210.257                  |
| Nord- und Südamerika  | 0.232.465  | 01.496    | 007.499                  |
| Asien                 | 0.585.334  | 03.662    | 006.848                  |
| Europa                | 0.470.174  | 02.584    | 018.882                  |
| Australien & Ozeanien | 0.132.087  | 00.827    | 006.213                  |

Der eindeutige Mittelpunkt der Verbreitung liegt in Zentralafrika, dort speziell in der Demokratischen Republik Kongo (< 3 Mio.), in Sambia (> 1,2 Mio.) und Angola (ca. 270.000); darüber hinaus in Westafrika (ca. 423.00 in Ghana und 289.000 in Nigeria), den ostafrikanischen Ländern Kenia (ca. 425.000) und Tansania (ca. 220.000) sowie in Südafrika (besonders in der Kapregion). Andere Schwerpunkte liegen in Asien, darunter Bangladesch, Pakistan und Indien, wo die NAK 1990 laut eigenen Angaben noch eine Million Mitglieder zählte.
Die Zahl der Gemeinden wuchs während der letzten Jahre aufgrund der Missionstätigkeit vor allem in Afrika stetig an, während sie in Mitteleuropa, Amerika und besonders in Asien rückläufig ist. Zu Beginn des Jahres 2021 gab es weltweit 348 aktive Apostel.

### Bekannte Mitglieder
In der Öffentlichkeit bekannte Mitglieder der Neuapostolischen Kirche sind:
- der deutsche Fernseh- und Radiomoderator Marco Schreyl[16]
- der deutsch-österreichische Unternehmer und Kunstmäzen Reinhold Würth[17], der seine spätere Ehefrau in der NAK kennenlernte[18] und sich öffentlich kritisch zum Exklusivitätsanspruch seiner Glaubensgemeinschaft äußerte[19]
- die österreichische Jazzmusikerin Julia Maier, die am Pfingstgottesdienst 2017 in Wien auftrat und den Titelsong Here I Am für den Internationalen Jugendtag (IJT) 2019 komponierte[20]
- der ehemalige Bundestagsabgeordnete Rudolf Karl Krause (CDU, REP)
- der ehemalige baden-württembergische Landtagsabgeordnete Hans Peter Stauch (AfD)[21]
- der ehemalige südafrikanische Fußballspieler Quinton Fortune[22]
- Isolde Oechsle-Misfeld, ehemalige Anwältin und verurteilte Beihelferin des Kiez-Auftragsmörders Werner „Mucki“ Pinzner bei den sogenannten „St. Pauli-Morden“[23][24], ist nach ihrer Haftstrafe und Namensänderung wieder praktizierendes Mitglied geworden.
- der Bundestagsabgeordnete Ingo Bodtke (FDP)
- der Musiker Tilo Wolff, Gründer und kreativer Kopf der Band Lacrimosa, ist Priester und Gemeindevorsteher der NAK.[25]

Die Matrosen Max Reichpietsch und Albin Köbis, Organisatoren der Marineunruhen im Sommer 1917, waren ebenfalls neuapostolisch, was leitende Funktionäre der NAK in der DDR später dazu nutzten, die Integrität der Kirche gegenüber dem SED-Staat zu rechtfertigen. Der Jurist und CDU-Politiker Waldemar Schreckenberger wurde 1960 angeblich aus der NAK ausgeschlossen. Zuvor hatte er gegenüber Bezirksapostel Friedrich Bischoff und Stammapostel Schmidt ein Schuldbekenntnis zur Nicht-Erfüllung der „Botschaft“ gefordert. Auch der 1962 getötete DDR-Grenzsoldat Peter Göring war laut Historiker Olaf Wieland neuapostolisch. Laut Bernd Hartmann, ehemaliger Leiter der Evangelischen Allianz in Berlin, trifft dasselbe auch auf Heinz Mielke, Bruder des Ministers für Staatssicherheit der DDR Erich Mielke, zu.

### Demo- und psychografische Merkmale
Die Religionswissenschaftler Martin Baumann und Jörg Stolz hielten fest, dass die Anhängerschaft der NAK neben den ebenfalls endzeitlich ausgerichteten Zeugen Jehovas laut schweizerischer Volkszählung im Jahre 2000 dort durch einen auffällig niedrigen Anteil an tertiären Ausbildungen hervorstach.

## Lehre
Als apostolische Gemeinschaft wird die Neuapostolische Kirche geistlich und organisatorisch durch Apostel geleitet, die den biblischen Aposteln gleichgesetzt werden. Rechtmäßige Apostel sind ausschließlich jene, die vom Stammapostel berufen wurden und „in der Einheit mit ihm“ stehen. Das Ziel der neuapostolischen Christen ist es, bei der Wiederkunft Jesu Christi, die im Mittelpunkt des neuapostolischen Glaubens steht, entrückt und in die ewige Gemeinschaft mit Gott geführt bzw. erlöst zu werden. Damit gehört die NAK zum religiösen Spektrum des Prämillenarismus und zeichnet sich neben anderen christlichen Gemeinschaften wie den Zeugen Jehovas, Mormonen oder Sieben-Tags-Adventisten durch eine ausgeprägte Endzeiterwartung aus.
Die Apostel der Neuapostolischen Kirche sind für die gesamte Kirche Jesu Christi gesetzt und verstehen sich somit als Nachfolger der ersten Apostel Jesu von Nazaret. Ihre Aufgabe ist es, die Kirche Jesu Christi aufzubauen und als Missionare den Menschen das Evangelium zu verkünden. Sie sollen gläubigen Menschen die Erlösung zugänglich machen – insbesondere durch die Spendung der drei Sakramente Heilige Wassertaufe, Heilige Versiegelung und Heiliges Abendmahl – und sind unerlässlich (d. h. „heilsnotwendig“), um sie auf die Entrückung bei der Wiederkunft Jesu Christi vorzubereiten. Folglich glaubt die NAK, dass die Erweckungsbewegungen in Europa zu Beginn des 19. Jahrhunderts auf das Wirken Gottes beruhten, das urchristliche Apostelamt wiederherzustellen; eine restaurationistische Theologie, die jener der Pfingstbewegung oder des Mormonentums ähnelt. Zum „sichtbaren“ Teil der Kirche Jesu Christi gehören nach neuapostolischer Lehre alle christlichen Gemeinschaften und Glaubenspraktiken, während die trinitarisch mit Wasser getauften Gläubigen, die Jesus Christus wahrhaftig als Sohn Gottes und ihren Herren anerkennen, den „unsichtbaren“ Teil ausmachen. Innerhalb der Kirche Jesu Christi besetzt die NAK die exklusive Position als Erlösungswerk des Herrn.
Die Lehre basiert auf der Bibel, wobei das Gesamtverständnis des Evangeliums durch die Apostel interpretiert und als Grundlage neuzeitlicher Offenbarungen genutzt wird. Die Auslegungen der Neuapostolischen Kirche entsprechen in etlichen Ansichten den Auslegungen anderer christlicher Kirchen (u. a. Glaube an Trinität, Sühneopfer Jesu am Kreuz, Praxis der Kindertaufe), jedoch beispielsweise nicht in der Lehre von der Versiegelung und den Vorstellungen über das Entschlafenenwesen. Ein weiteres Spezifikum der neuapostolischen Lehre ist die Konzeption des „zeitgemäßen Wort Gottes“, wonach die Predigt im Gottesdienst direkt vom Heiligen Geist inspiriert werde.
Neuapostolische Christen glauben, dass sie dank der Vermittlung von Evangelium, Sakramenten und Sündenvergebung ihrer Apostel die Aussicht auf Entrückung bei der Wiederkunft Christi haben; die „Wiedergeburt aus Wasser und Geist“ durch die zwei ersten Sakramente wird dabei als Berufung zur „Erstlingsschaft“, sprich zur Teilnahme an der Entrückung, angesehen. Dies ist den in der Bibel genannten 144.000 Auserwählten (Offb 14,1 ) möglich, wobei diese Zahl symbolisch zu sehen sei. Auch andere Gläubige können vor Gott Gnade finden. Es wird betont, dass das Apostelamt nur bis zu jenem Zeitpunkt wirken soll. Für die Frage, wer im Endgericht Heil erlangen wird, spiele das Apostelamt keine Rolle. Diese Feststellung ist wichtig, weil große Teile der Christenheit auf dieses Endgericht warten. Zu deren Glaubenshaltung steht die NAK laut eigener Einschätzung nicht im Widerspruch.
Im Dezember 2012 wurde mit dem neuen Katechismus eine umfassende Darstellung des neuapostolischen Glaubens veröffentlicht. Der Katechismus soll nicht nur Lehrwerk für die Gläubigen sein, sondern auch als Grundlage im Dialog mit anderen christlichen Kirchen dienen. Seitens anderer Christen und ehemaliger Mitglieder sind der Exklusivitätsanspruch der Kirche sowie ihre Bibelauslegung Gegenstand regelmäßiger Kontroversen.

## Gottesdienst und Praxis

### Liturgie

#### Allgemeines

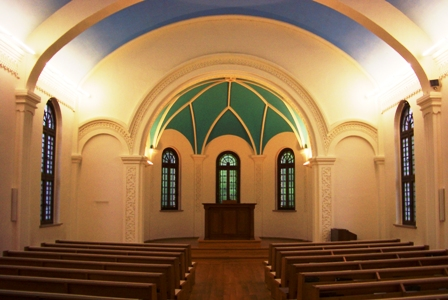
Altaransicht in der neuapostolischen Kirche Coswig (Anhalt), 2007

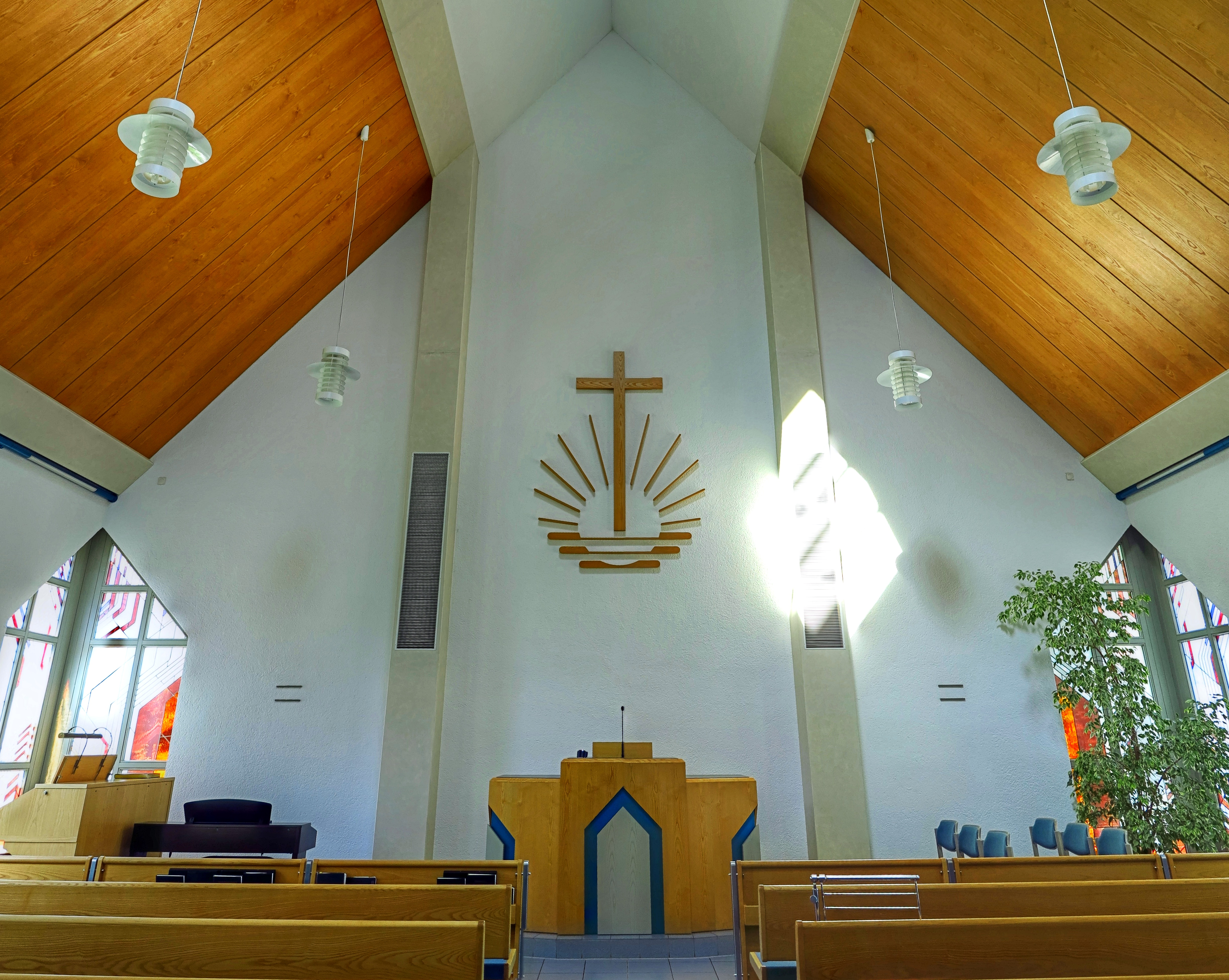
Altarraum der NAK in Gröbenzell

Die Liturgie der neuapostolischen Kirche entsprach anfänglich (bis etwa 1885) der Liturgie der katholisch-apostolischen Gemeinden, die starke Elemente des Ritus der katholischen und anglikanischen Kirchen enthielt.
Unter dem Einfluss des niederländischen Calvinismus verlagerte sich der gottesdienstliche Schwerpunkt um 1885 auf den Wortgottesdienst (hoher Predigtanteil). Vereinzelt finden sich noch Rudimente der katholisch-apostolischen Tradition in der neuapostolischen Liturgie. Bis 1998 wurde das Abendmahl nur am Sonntag und kirchlichen Feiertagen gefeiert, seit 1998 findet auch in den "Wochengottesdiensten" am Mittwoch- bzw. Donnerstagabend eine Abendmahlsfeier statt.
Seit dem 1. Advent 2010 finden die Gottesdienste in der folgenden, zu der vorherigen leicht erweiterten Liturgie statt.

#### Schematischer Ablauf eines Gottesdienstes
Vor dem Beginn des eigentlichen Gottesdienstes
- Musikbeiträge (Orgelmusik, Chorgesang oder Instrumentalmusik)
- evtl. Ruhephase zur persönlichen Einstimmung auf den Gottesdienst

Gottesdienstbeginn
- die Gemeinde erhebt sich zu einem Gemeindelied, unterdessen Einzug der Amtsträger in das Kirchenschiff, der Gottesdienstleiter nimmt seinen Platz hinter dem Altar ein
- Trinitarischer Eingang:

„In dem Namen Gottes, des Vaters, des Sohnes und des Heiligen Geistes.“
- Eingangsgebet des Dienstleiters
- Verlesen eines Bibelwortes für den Gottesdienst, die Gemeinde nimmt anschließend wieder Platz
- Musikbeitrag (meistens Chorgesang, aber auch Gemeindelied, Solo- oder Instrumentalstück)
- Bibellesung (an kirchlichen Feiertagen oder zu speziellen „Bibelkunde-Gottesdiensten“, durchgeführt von Gemeindemitgliedern), anschließend eventuell ein weiterer Musikbeitrag

Predigtteil
- Hauptpredigt, gehalten vom jeweiligen Dienstleiter
- Musikbeitrag (meist Chorgesang oder Gemeindelied)
- Predigtzugaben weiterer Amtsträger

Sakramentsteil
- Absolution
  - Gemeinsames Singen eines Bußlieds
  - Die Gemeinde erhebt sich zum Gebet des Unser Vaters
  - Freisprache (Proklamation)

„Im Auftrag meines Senders, des Apostels, verkündige ich euch die frohe Botschaft:
In dem Namen unseres Herrn Jesus Christus, Sohn des lebendigen Gottes, sind euch die Sünden vergeben.
Der Friede des Auferstandenen sei mit euch!“
  - Opfergebet
- anschließend eventuell
  - Taufe
  - Aufnahme
  - Versiegelung
  - Konfirmation
- Feier des Heilgen Abendmahls
  - Sichtbares Abdecken der Abendmahlskelche und Verkündigung, dass der Tisch des Herrn bereitet sei
  - Aussonderung (Konsekration) der Hostien (Brot und Wein):

„In dem Namen Gottes, des Vaters, des Sohnes und des Heiligen Geistes, sondere ich aus Brot und Wein zum Heiligen Abendmahl und lege darauf das einmal gebrachte, ewig gültige Opfer Jesu Christi.
Denn der Herr nahm Brot und Wein, dankte und sprach:
Das ist mein Leib, der für euch gegeben wird. Das ist mein Blut des neuen Bundes, das vergossen wird für viele zur Vergebung der Sünden. Esst und trinkt! Das tut zu meinem Gedächtnis.
Denn sooft ihr von diesem Brot esst und von diesem Wein trinkt, verkündigt ihr den Tod des Herrn, bis er wiederkommt.“ (nach 1 Kor 11,23–26 LUT)
  - Darreichung der Hostien (eher unüblich: Kommunion) zunächst an die Amtsträger, dabei werden die Hostien in die Hände der jeweiligen Empfänger gelegt („Der Leib und das Blut Jesu für dich gegeben.“)
  - nach einer Einladung der Gemeinde zum Abendmahl werden die Hostien auch dieser gespendet, währenddessen Gemeinde-/Chorgesang oder Orgelmusik
  - nur bei Gottesdiensten gehalten von Bezirks- oder Stammapostel: Spendung des Abendmahls für die Entschlafenen
  - Zudecken der Abendmahlskelche
- anschließend eventuell Segenshandlungen, zum Beispiel:
  - Trauungen, Hochzeitsjubiläen
  - Ordinationen oder Ruhesetzung von Amtsträgern usw.

Gottesdienstabschluss
- Dankgebet
- Zusage des Segens („Schlusssegen“):

„Die Gnade unseres Herrn Jesus Christus und die Liebe Gottes und die Gemeinschaft des Heiligen Geistes sei mit euch allen!“ (2 Kor 13,13 )
- „Dreifaches Amen“ als liturgischer Gesang der Gemeinde
- Abschluss des Gottesdienstes mit einem Musikbeitrag

Anmerkung: Die kursiv formatierten Zitate stellen jeweils den offiziellen Wortlaut der liturgischen Formeln im deutschen Sprachraum dar. Daneben existieren noch weitere solcher Formulierungen, beispielsweise für Segens- und Sakramentshandlungen.
Die Predigten nehmen im Gottesdienst gewöhnlich den zeitlich größten Teil ein. Sie werden mit einem „Amen“ abgeschlossen, das von der gesamten Gemeinde erwidert wird.

#### Predigt
Alle Amtsträger predigen ohne Manuskript. Zur Vorbereitung auf den Gottesdienst dient die monatlich von der Kirchenleitung herausgegebene Schrift Leitgedanken zum Gottesdienst. Dieses Informationsblatt bietet dem Dienstleiter eine strukturelle Kurzeinführung in die Thematik, darunter Auslegung und Kontext zur Bibelstelle, geschichtliche Einordnung sowie Querverweise. Außerdem werden mehrere Gottesdienste zu einem Gesamtthema zusammengefasst. Die Predigten der einzelnen Gottesdienste behandeln jeweils einzelne Unteraspekte dieses Themas.
Die beauftragten Amtsträger predigen ohne die Anforderung einer besonderen Ausbildung oder theologische Fortbildung. Um Kritik am Predigtgehalt entgegenzuwirken, wurden vermehrt kirchliche Seminare zur Predigtvorbereitung angeboten und theologische Schulungen durchgeführt.
Die Anzugsordnung für predigende Amtsträger sieht einen schwarzen Anzug über weißem Hemd vor. Die Predigten werden ausschließlich vom Altar aus gehalten, wobei dieser auch als Lesepult für Bibellesungen dient. Der jeweils Predigende steht also hinter dem Altar. In einigen Gemeinden gibt es für Bibellesungen ein zusätzliches Lesepult.

### Kirchenjahr
Das neuapostolische Kirchenjahr beginnt, der christlichen Tradition folgend, mit den vier Sonntagen im Advent und orientiert sich in seinem Verlauf stark am evangelischen Jahreszyklus. Jedoch werden kleinere Feste und Gedenktage des Heiligenkalenders, wie beispielsweise Allerheiligen oder der Gedenktag des Apostels Andreas nicht begangen. Im Laufe der Kirchengeschichte sind auch aus organisatorischen Gründen einige Gottesdienste an Feiertagen entfallen, so zum Beispiel der zweite Weihnachtsfeiertag, die Erscheinung des Herrn (Epiphanias) und Gründonnerstag. Statt nur am Ewigkeitssonntag, gedenken neuapostolische Christen dreimal im Jahr im sogenannten Entschlafenengottesdienst besonders der Verstorbenen (siehe Entschlafenenwesen). Das Reformationsfest und der Buß- und Bettag werden nur in überwiegend protestantischen Regionen begangen, sofern sie auf einen regulären Gottesdienst fallen oder gesetzlicher Feiertag sind.
Mit der Einführung des Stammapostelamts zu Pfingsten 1897 hat sich auch eine lange Tradition der Pfingstfeier als Höhepunkt des neuapostolischen Kirchenjahres etabliert. Das Gedenken an die erste Ausgießung des Heiligen Geistes wurde seit jeher als identitätsstiftend und zu Beginn noch in Abgrenzung zu den „verweltlichten“ Kirchen verstanden. Noch heute bezeichnet die NAK den Feiertag als „Geburtstag der Kirche Christi“. Besonders seit Richard Fehr finden an Pfingsten üblicherweise internationale Live-Übertragungen von Stammapostel-Gottesdiensten statt.
Liturgische Farben und Symbole finden in der Neuapostolischen Kirche keine besondere Verwendung.

### Gemeinschaft und Gottesdienstbesuch
Von den in den Kirchenbüchern registrierten Mitgliedern besuchen je nach Gemeinde 20 bis 100 Prozent regelmäßig die Gottesdienste, wobei der Kirchenbesuch gerade in den europäischen Ländern rückläufig ist. Gläubige, die regelmäßig die Gottesdienste besuchen, beteiligen sich meist auch rege am Gemeindeleben und zeichnen sich durch ein starkes Zusammengehörigkeitsgefühl aus. Es existiert eine ausgeprägte Kinder-, Jugend- und Seniorenbetreuung. Zudem sind oft gepflegtes Auftreten und formelle Kleidung üblich.

### Kirchenmusik

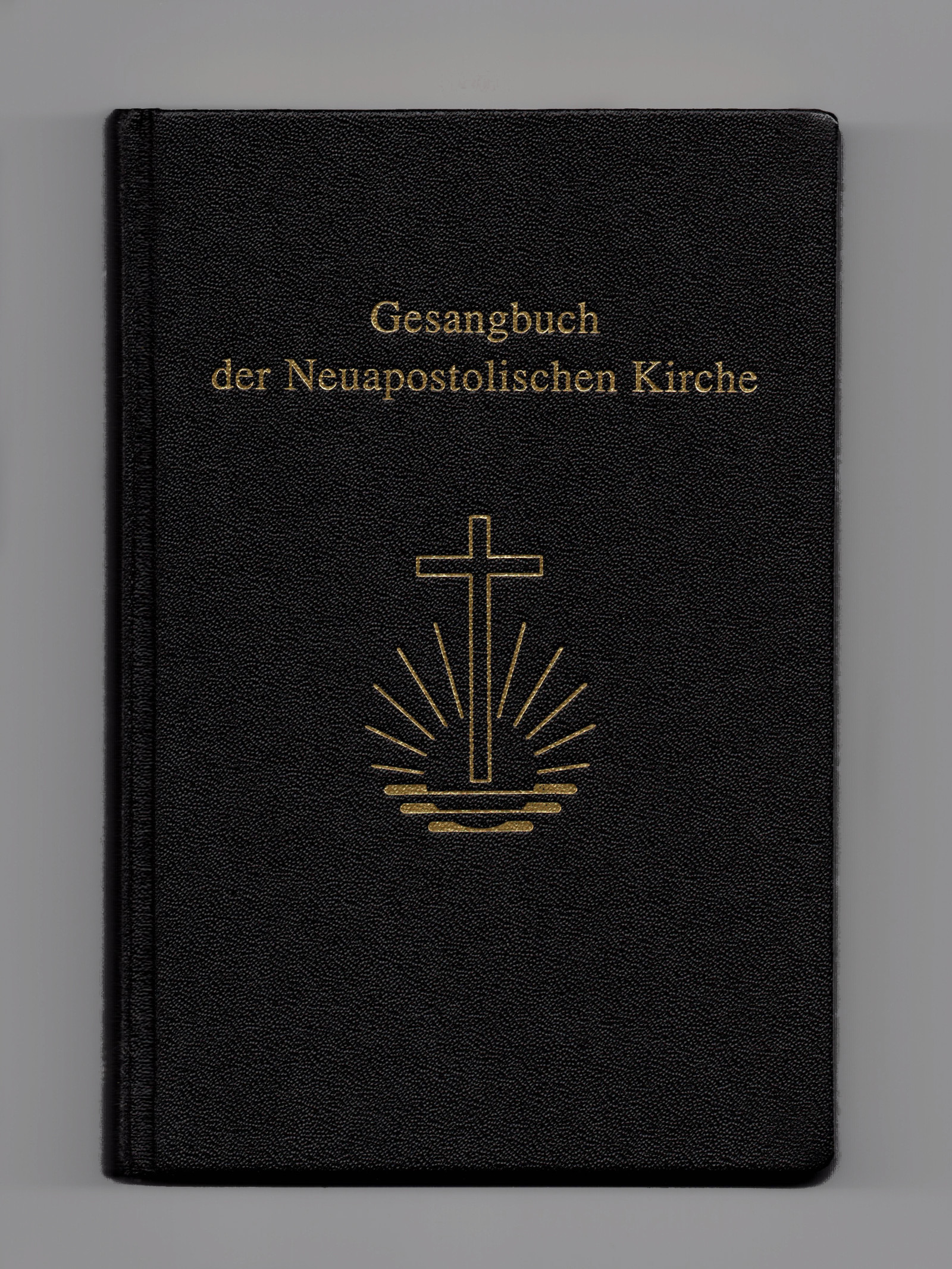
Gesangbuch der Neuapostolischen Kirche

In den 1950er Jahren war die Musik in der Neuapostolischen Kirche einfach und qualitativ auf niedrigem Stand. Die Gründe dafür lagen einerseits bei der geringen Zahl fachlich ausgebildeter Kräfte innerhalb der Kirche. Darüber hinaus war die Sichtweise verbreitet, dass sich die Musik durch Emotionalität und Einfachheit auszeichnen muss. Anspruchsvolle und künstlerische Musik wurde der „Welt“ zugeordnet und fand daher keinen Platz in der Kirche.
Um 1960 wollte der damalige Musikbeauftragte, der spätere Stammapostel (und damalige Bezirksapostel) Walter Schmidt, eine neue Chormusik etablieren, was jedoch erfolglos blieb. So wurde erst in den 1970er Jahren eine neue Chorliedersammlung für Gemeindechöre vom kircheneigenen Verlag herausgegeben, in den 1980er Jahren erschienen zwei Bänder „Orgelvorspiele“.
Mit der zunehmenden Qualität der musikalischen Ausbildung jüngerer Kirchenmitglieder verbreiterte sich das Angebot in Sachen Musik. Es wurden Orchester, Kammerchöre oder auch Projektchöre gebildet, die zu besonderen Gottesdiensten musizierten und immer öfters auch Konzerte veranstalteten.
In den neuapostolischen Gottesdiensten findet seit 2005 das Gesangbuch der Neuapostolischen Kirche Verwendung. Das zuvor verwendete Gesangbuch stammte aus dem Jahr 1925. Es beinhaltet Werke verschiedener musikalischer Epochen. Die Lieder und Texte sind größtenteils auch im Liedgut anderer Konfessionen zu finden, daneben existieren auch „neuapostolische“ Werke. Bedeutende neuapostolische Kirchenmusiker waren bzw. sind Hermann Ober, Friedhelm Deis, Holger Hantke und Gustav Mankel.
Im Jahr 2013 wurde eine neue Chormappe veröffentlicht, die die Chorliedersammlung aus den 1970er Jahren ersetzt hat. Die neue Chormappe beinhaltet 462 Stücke.
Die Kirchenmusik hat für den Gottesdienst einen hohen Stellenwert. Im gottesdienstlichen Ablauf ist die häufige Beteiligung des Chors auffallend. Die Chöre werden von Laien geleitet, welchen Fachberater in kirchenmusikalischen Fragen zur Seite gestellt werden.
Die Orgel dient rein dem gottesdienstlichen Zweck, ist aber meist optisch neben den künstlerisch gestalteten Glasfenstern das einzig schmückende Element im Gottesdienstraum. Konzertantes Spiel findet eher selten statt. Längeres choralgebundenes, meditatives solistisches Spiel vor dem Gottesdienst soll die Gottesdienstbesucher einstimmen und zur inneren Ruhe bringen. Dafür wird die, von den Orgelsachverständigen der jeweiligen Gebietskirche erstellte Disposition der Orgel so gewählt, dass sie sowohl für die Chorbegleitung, als auch für das meditative Spiel passende Register hat. So sind bereits kleinere Instrumente mit leisen Streicherregistern in der 8′-Lage ausgestattet. Aufgrund der Verwendungsmöglichkeit der Orgel sind zweimanualige Instrumente mit 10–15 Register in der neuapostolischen Kirche vorherrschend. Die Instrumente verfügen meist über mechanische Schleifladen. Vergleichsweise häufig finden ohne eine zwingende architektonische Notwendigkeit elektrische Spieltische Verwendung. Ab 2000 war ein signifikanter Anstieg der Orgelneubauten zu verzeichnen. In dieser Zeit entstanden Instrumente mit einem hohen künstlerischen Qualitätsanspruch. Dennoch verfügt Europaweit nur jede siebente Gemeinde über eine Pfeifenorgel. Viele Gemeinden verwenden eine Digitale Sakralorgel.

## Organisation

### Amtshierarchie und Beauftragung
Seit Pfingsten 2019 unterscheidet die NAK innerhalb des Amtskörpers zwischen den Amtsebenen Diakonenamt, Priesteramt und Apostelamt. Sie unterscheiden sich neben theologischen Herleitungen in ihren seelsorgerischen Vollmachten. Zu den Aufgaben aller Amtsträger gehören die Betreuung der ihnen zur Seelsorge anvertrauten Gläubigen und die Verkündigung des Evangeliums Christi. Während ihnen allen die „rechte Wortverkündigung“, sprich die Predigt mit Anrede des dreieinigen Gottes im Gottesdienst und ersatzweise in Seelsorgebesuchen, zugestanden wird, können Diakone keine Sakramente oder Segenshandlungen (z. B. Trauung) durchführen. Den Priestern ist die Spendung des Heiligen Abendmahls und der Taufe zugestanden. Außerdem können sie im Auftrag des Apostels die Freisprache (Proklamation der Sündenvergebung) tätigen. Apostel können die Freisprache mit direktem Bezug auf Jesus Christus verkündigen und darüber hinaus die Heilige Versiegelung spenden.
Die verschiedenen Ämter unterscheiden sich neben den geistlichen Vollmachten von der Zuständigkeit innerhalb der verschiedenen Struktureinheiten.
| Struktureinheit       | Amtsebene                | Leitung           |
| --------------------- | ------------------------ | ----------------- |
| Gemeinde              | Diakonenamt, Priesteramt | Gemeindevorsteher |
| Bezirk                | Priesteramt              | Bezirksvorsteher  |
| Apostelbereich        | Apostelamt               | Apostel           |
| Bezirksapostelbereich | Apostelamt               | Bezirksapostel    |
| Weltweite Kirche      | Apostelamt               | Stammapostel      |

Die NAK unterscheidet die Ordination in das Amt von der Beauftragung zur Leitung einer untergegliederten Struktureinheit sowie von der Ernennung in eine Hilfsfunktion.
| Amtsebene   | Ordinierte Ämter      | Beauftragung                        | Ernennung                                              |
| ----------- | --------------------- | ----------------------------------- | ------------------------------------------------------ |
| Apostelamt  | Apostel, Stammapostel | Bezirksapostel                      | Stammapostelhelfer, Bezirksapostelhelfer, Lead Apostle |
| Priesteramt | Priester              | Bezirksvorsteher, Gemeindevorsteher | Bischof, Bezirksvorsteher Stv., Gemeindevorsteher Stv. |
| Diakonenamt | Diakon                |                                     |                                                        |

Bis 2017 war der Bezirksapostel ein ordiniertes Amt auf Ebene des Apostelamts. Heute handelt es sich dabei um eine Beauftragung auf Ebene des Apostelamts mit zusätzlichen geistlichen Vollmachten (z. B. Spendung des Heiligen Abendmahls an Verstorbene). Das vormalige Bischofsamt wird seit 2019 ebenfalls nicht mehr neu ordiniert, sondern ist nunmehr eine Ernennung zum Helfer eines Apostels auf Ebene des Priesteramts. Seit 2019 nicht mehr neu besetzt werden auch die priesterlichen Ämter Bezirksältester, Bezirksevangelist, Hirte, Evangelist. Bis 2002 existierte auf Ebene des Diakonenamts die Ordination zum Unterdiakon. Nie abgeschafft aber de facto erloschen ist darüber hinaus das Amt des Gemeindeältesten.
Alle Amtsträger haben bis auf Einzelfälle keine theologische Ausbildung. Sie arbeiten in der Regel ehrenamtlich, während Apostel und bisher oft auch Bischöfe Angestellte der Kirche sind. Amtsinhaber können sich von ihrem freiwillig übernommenen Auftrag vorübergehend beurlauben lassen oder ihn niederlegen.

### Ordination
Die Ordination von Amtsträgern erfolgt ausschließlich durch Apostel an Frauen und Männer. Eine Frauenordination wurde in der Neuapostolischen Kirche ab dem 1. Januar 2023 zulässig, sofern die Amtsausführung einer Frau aus Sicht der NAK vor Ort gesellschaftliche Anerkennung findet. Die Kirchenleitung begründete diese Änderung im September 2022 damit, dass sowohl Mann als auch Frau nach dem „Bild Gottes“ erschaffen seien; sie besäßen folglich dasselbe Wesen, dieselbe Würde und derselbe in der Schöpfungsgeschichte begründete „Auftrag zur Herrschaft“. Dass Frauen in der NAK bisher in keine Ämter ordiniert wurden und auch zu Zeiten der biblischen Apostel ihrer Auslegung nach in keine geistlichen Ämter ordiniert worden seien, hänge nach heutigem Verständnis nicht mit einer fehlenden theologischen Amtsvollmacht zusammen, sondern mit gesellschaftlichen und kulturellen Gegebenheiten, die eine sachdienliche Ausführung des Amtsauftrags unmöglich gemacht hätten.
Beide Geschlechter übernehmen zudem Lehrtätigkeiten in den Kinder- bzw. Konfirmandenunterrichten sowie leitende Aufgaben im Musikwesen wahr, da diverse Beauftragungen keine Ordination voraussetzen.

### Kirchenleitung
An der Spitze der Neuapostolischen Kirche steht seit dem 19. Mai 2013 Stammapostel Jean-Luc Schneider. Der Stammapostel leitet die Kirche von ihrem Hauptsitz in Zürich aus und entscheidet über alle Angelegenheiten, die die Gesamtkirche betreffen, vornehmlich in Fragen der Lehre und Seelsorge. Zur Entscheidungsfindung bedient er sich der Bezirksapostelversammlung oder anderer von ihm eingesetzter Gremien.
Stammapostel der neuapostolischen Kirche waren bzw. sind:
1. Friedrich Krebs (1897–1905)
2. Hermann Niehaus (1905–1930)
3. Johann Gottfried Bischoff (1930–1960)
4. Walter Schmidt (1960–1975)
5. Ernst Streckeisen (1975–1978)
6. Hans Urwyler (1978–1988)
7. Richard Fehr (1988–2005)
8. Wilhelm Leber (2005–2013)
9. Jean-Luc Schneider (seit 2013)

Im Pfingstgottesdienst 2025 ernannte Schneider Helge Mutschler zum Stammapostelhelfer und kündigte an, ihn an Pfingsten 2026 zu seinem Nachfolger zu ordinieren.
Dem Stammapostel unterstellt sind die Bezirksapostel, die die jeweiligen Bezirksapostelbereiche und Gebietskirchen leiten. Ihnen sind weitere Apostel zugeordnet, die in einigen Fällen als sogenannte „Bezirksapostelhelfer“ beauftragt werden. Der Stammapostel und die Bezirksapostel kommen regelmäßig zu Bezirksapostelversammlungen zusammen, um über organisatorische, theologische und seelsorgerische Fragen zu beraten. Zusätzlich findet alle drei Jahre eine internationale Vollversammlung sämtlicher Apostel statt.
Bei der Erfüllung regionaler Aufgaben helfen den Aposteln Priester mit verschiedenen Beauftragungen oder Ernennungen (z. B. Bischöfe). Das Zentrum des kirchlichen Lebens sind die einzelnen Gemeinden. Mit ihrer Leitung beauftragen die Apostel Gemeindevorsteher, welche wiederum von weiteren Priestern und Diakonen unterstützt werden. Etwa zehn bis dreißig Gemeinden bilden einen Bezirk. Ein Apostel und ein Bischof betreuen in der Regel drei bis sechs Bezirke.

### Rechtliche Struktur
Der Hauptsitz der Neuapostolischen Kirche International (NAKI), und damit der Sitz des Stammapostels, befindet sich in Zürich.
Die Neuapostolische Kirche ist in rechtlich selbstständige Gebietskirchen aufgeteilt, die von den Bezirksaposteln geleitet werden. Bezüglich der Glaubenslehre sind die Bezirksapostel dem Stammapostel unterstellt. Es ist möglich, dass mehrere Gebietskirchen von einem Bezirksapostel geleitet werden; sie werden dann als Bezirksapostelbereich bezeichnet. In Deutschland gibt es drei Gebietskirchen. Die Gebietskirche Österreich gehört mit der Gebietskirche Schweiz zu einem Bezirksapostelbereich (Bezirksapostelbereich Schweiz). Rechtlich sind die Gebietskirchen in Deutschland Körperschaften des öffentlichen Rechts, in der Schweiz ist sie ein Verein und in Österreich eine Religionsgesellschaft.
Die Gebietskirchen sind in rechtlich unselbstständige Bezirke untergliedert, die ihrerseits in ebenfalls rechtlich unselbstständige Gemeinden aufgeteilt sind.

### Finanzen
Eine Kirchensteuer wird von den neuapostolischen Gebietskirchen in Deutschland und Österreich, obwohl rechtlich durch den Körperschaftsstatus möglich, nicht erhoben. Die Neuapostolische Kirche finanziert sich aus Spenden, sogenannten „Opfern“. Das jährliche Spendenaufkommen belief sich im Jahr 2009 weltweit auf über 171 Mio. Euro. Für die Spendenhöhe des einzelnen Mitglieds wird eine Orientierung am biblischen Zehnten empfohlen. Die Spende kann an den im Kirchengebäude vorhandenen Opferstöcken entweder anonym oder mittels eines Kuverts mit Absenderangabe entrichtet werden. Letzteres hat den Vorteil, dass die NAK eine namentliche Spendenbescheinigung ausstellt, die steuerlich absetzbar ist. Ebenso sind bargeldlose Spenden durch Überweisung möglich.
Die internationale Kirche wird durch Umlagen der Gebietskirchen finanziert, sie organisiert auch die Unterstützung finanzschwächerer Gebietskirchen durch finanzstärkere. Der weitaus größte Teil der Einnahmen fließt in den Bau und Unterhalt der Kirchengebäude, die grundsätzlich nicht von den Einzelgemeinden, sondern von den Gebietskirchen unterhalten werden. Auch für die Missionstätigkeit wird ein beträchtlicher Teil des Kirchenbudgets aufgewandt. Die Kontrolle der jeweiligen Geschäftsberichte, in denen die kirchlichen Einnahmen, Ausgaben und Vermögenswerte ausgewiesen werden, nehmen in der Regel unabhängige Wirtschaftsprüfer vor. Einige Gebietskirchen (z. B. NAK Westdeutschland) veröffentlichen zusammengefasste Übersichten über den Jahresabschluss, mit den jeweiligen Kennzahlen des Vorjahres. Andere Gebietskirchen sowie die internationale Kirche veröffentlichen bis dato weder Geschäfts- noch andere statistische Jahresberichte.
In den 1990er Jahren flammten heftig geführte Kontroversen um die Finanzpolitik auf, besonders was die Vergütungspolitik der Geistlichen wie Stammapostel Richard Fehr anbelangte.

### Kirchliche Einrichtungen und Gruppen

#### Verlag und Druckerei
Der 1932 von Johann Gottfried Bischoff, dem Vater des Namensgebers, gegründete Verlag Friedrich Bischoff hat seinen Sitz in Frankfurt am Main. Er befindet sich seit 1987 im Besitz der Neuapostolischen Kirche und verlegt unter anderem die kircheneigene Zeitschrift „Unsere Familie“.
Als Eigentum der Kirche veröffentlichte der Bischoff Verlag früher hauptsächlich Zeitschriften und Tonträger mit direktem Bezug zur NAK. Auch aus wirtschaftlichen Gründen sollen jedoch künftig vermehrt Medien mit allgemein-christlichem Inhalt publiziert werden.
Die Friedrich Bischoff Druckerei GmbH gehörte bis 2010 ebenfalls zur NAK, wurde aber wegen rückläufiger Aufträge im Februar dieses Jahres an einen privaten Investor verkauft.
Der Edition Punctum Saliens ist ein Verlag mit inhaltlichem Bezug zur Neuapostolischen Kirche, jedoch nicht in den Händen der Kirche selbst.

#### Kirchenzeitschriften
Seit Januar 2024 erscheint monatlich die Zeitschrift neuapostolisch – Das Kirchenmagazin für den deutschsprachigen Raum. Sie löste die bisherigen Zeitschriften Unsere Familie und spirit ab.
Unsere Familie (UF) war bis 2023 eine Zeitschrift für Mitglieder der Neuapostolischen Kirche, hauptsächlich im deutschsprachigen Raum. Sie hatte eine Gesamtauflage von etwa 50.000 Exemplaren und erschien zweimal monatlich in einem Umfang von etwa 52 Seiten. Bis 2015 wurde UF auch international in etwa 20 Übersetzungen vertrieben.
Der Inhalt der Zeitschrift reicht von Gottesdienst- und Reiseberichten des Stammapostels über Stellungnahmen der Kirche zu aktuellen Themen bis hin zu Artikeln mit biblischem Geschichts- und Hintergrundwissen. Sie bietet ihren Lesern auch Raum, von eigenen Erlebnissen zu berichten. Die UF beinhaltete außerdem einen Anzeigenteil für Familien- und Geschäftsannoncen.
Seit 2013 lag der Zeitschrift monatlich einmal ein achtseitiger Beileger Wir Kinder bei. Dieser Teil für Kinder im Alter von etwa sechs bis zehn Jahren erschien bis dahin als eigenständige Zeitschrift.
Der Inhalt beschäftigt sich mit Themen rund um Christen & Bibel. Die Zeitschrift bat mit Lesetexten, Ausmalbildern, Bastelanleitungen, Rätseln und Mitmach-Aktionen die klassischen Elemente von Kinderzeitschriften.
Ab März 2015 wurden die englisch-, französisch- und spanischsprachigen Ausgaben von Unsere Familie durch das neue Magazin community ersetzt.
Spirit war von 2002 bis 2024 eine Zeitschrift speziell für junge neuapostolische Christen. Seit 2018 war die ein Einleger in der Zeitschrift Unsere Familie. Alle zwei Monate wurden aktuelle Themen aufgegriffen und teilweise aus kritischer und neuapostolischer Sicht beleuchtet.

#### Jugend in der Kirche

Logo des EJT 2009 in Düsseldorf

Innerhalb der Bezirke finden verschiedene Jugendaktivitäten statt. Dazu zählen Jugendgottesdienste, regionale und örtliche Jugendstunden, Chorstunden, Sportveranstaltungen und Jugendfreizeiten.
Darüber hinaus werden von den einzelnen Gebietskirchen in Deutschland regelmäßig Jugendtage veranstaltet. Diese finden meist über Wochenenden (in kleinerer Form auch an nur einem Tag) in Messe- oder Stadthallen statt, wo die Teilnehmer gegebenenfalls auch übernachten. Zum Rahmenprogramm gehören Musikaufführungen, Workshops und Diskussionsrunden, sowie sportliche Angebote. Je nach Dauer des Jugendtags wird dieser mit einem Jugendgottesdienst entweder begonnen oder abgeschlossen.
Vom 21. bis 24. Mai 2009 fand zum ersten Mal ein Europa-Jugendtag der Neuapostolischen Kirche in der Messe Düsseldorf und in der angrenzenden Düsseldorfer LTU-Arena mit etwa 35.000 Teilnehmern aus ganz Europa statt.

#### Hostienbäckerei
Die zentrale Hostienbäckerei in Bielefeld produziert pro Tag etwa eine Million Hostien, die auf der ganzen Welt zum Abendmahl verwendet werden.
Weitere Hostienbäckereien befinden sich in Kapstadt und in Indien.

#### Karitative Einrichtungen
NAK-karitativ e. V. ist das Hilfswerk der neuapostolischen Kirchen in Deutschland. Haupttätigkeitsfelder sind die Katastrophenhilfe sowie die Unterstützung von Entwicklungsprojekten und sozialen Einrichtungen. Um alle Tätigkeitsgebiete weltweit abdecken zu können, arbeitet NAK-karitativ eng mit außerkirchlichen Partnern (wie z. B. Terre des hommes, der Deutschen Welthungerhilfe oder dem Deutschen Kinderhospizverein) zusammen.
Außerhalb Deutschlands (z. B. in Ländern wie Portugal, Indien und Südafrika) gibt es zahlreiche weitere kirchliche Einrichtungen wie Schulen, Kindergärten und Waisenhäuser, die teilweise von NAK-karitativ betreut, teilweise auch von den örtlichen Gebietskirchen finanziert werden.
Das Hilfswerk Jugend hilft Jugend der NAK Nordrhein-Westfalen betreut Projekte für Jugendliche im Ausland, beispielsweise werden Ferienaufenthalte oder Sprachkurse für finanziell benachteiligte Jugendliche angeboten.
Das Neuapostolische Sozial- und Bildungswerk NRW e. V. unterstützt neuapostolische Christen, die von Arbeitslosigkeit betroffen sind, mit Angeboten zur Erwachsenenbildung und zur Berufsqualifikation.
Ebenfalls von der NAK Nordrhein-Westfalen werden zwei Wohn- und Pflegezentren – in Fröndenberg und Oberhausen – betrieben.
Weitere humanitäre Hilfswerke der Neuapostolischen Kirche sind die Stiftung NAK-Humanitas (Schweiz) und das Missionswerk der Neuapostolischen Kirche Süddeutschland e. V.

### Private Initiativen (Auswahl)
INBEKI – Initiative Besondere Kinder 
Die Initiative Besondere Kinder wurde im Jahr 2010 von aktiven Mitgliedern der Neuapostolischen Kirche gegründet. In ihr kommen Eltern von Kindern mit ADHS, Autismus, genetischen und Stoffwechselerkrankungen, Legasthenie/Dyskalkulie oder anderen Besonderheiten zusammen. Ziele sind der Austausch unter den Betroffenen, die Aufklärung über diese „Besonderheiten“ – insbesondere bei den Lehrkräften – und das Schaffen eines positiven Umfeldes für die Kinder innerhalb der Kirche.
 Licht nach dem Dunkel e. V. 
Der Verein Licht nach dem Dunkel (LINDD) ist eine Privatinitiative zur Prävention und Aufklärung von geistlichem, sexuellem oder weiterem körperlichen Missbrauch innerhalb der Neuapostolischen Kirche. Gegründet wurde der Verein 2007, obwohl die institutionalisierten Tätigkeiten bereits 2004 aufgenommen wurden. Gründungspersonen sind die NAK-Mitglieder Irene Döring – Gymnasiallehrerin, freiberufliche Beraterin und Leiterin in einer Selbsthilfegruppe für Missbrauchsopfer in der NAK – sowie Rainer Ballnus – ehemaliger Kriminalist, Polizeipsychologe und freiberuflicher Berater. Nach eigenen Angaben unterstützt der Verein Opfer aus der NAK bei der Bewältigung traumatischer Missbrauchserfahrungen, das Angebot einer fachlichen Beratung außerhalb des Einflussgebiets der Glaubensgemeinschaft und insbesondere die Vermittlung zwischen Opfern und Kirchenleitung. Döring und Ballnus haben im Zuge ihrer Tätigkeit verschiedene Ratgeber aber auch Opferberichte publiziert. Des Weiteren haben sie die Öffentlichkeit über viele Jahre über den Stand der Gespräche mit der Kirchenleitung informiert.
Das Verhältnis zwischen LINDD und der NAK-Leitung verlief und verläuft spannungsreich. Während es zur Amtszeit von Stammapostel Leber sowohl zu regionalen Kooperationen wie auch einen rechtlichen Namensstreit kam, nehmen Döring und Ballnus nach eigenen Aussagen eine verstärkt kritisch-distanzierte Haltung zu Stammapostel Schneider ein, dem sie mangelnde Kooperations- und Aufarbeitungsbereitschaft vorwerfen.
 NAK-Unternehmerforum 
Im Mai 2007 wurde auf Betreiben des Präsidenten der Gebietskirche Nordrhein-Westfalen, Bezirksapostel Armin Brinkmann, das NAK-Unternehmerforum e. V. gegründet. Dieser Verein, dessen Vorstandsmitglieder laut Satzung Unternehmer und aktive Mitglieder der NAK Nordrhein-Westfalen sein müssen, hat es sich unter anderem zum Ziel gesetzt, die gegenseitige Unterstützung seiner Mitglieder, soziales und karitatives Engagement sowie Kontakte zu Unternehmern und Organisationen anderer christlicher Konfessionen zu fördern.
 Netzwerk Apostolische Geschichte 
Das Netzwerk Apostolische Geschichte ist ein gemeinnütziger Verein und wurde im Jahr 2008 unter anderem von Mitgliedern der Neuapostolischen Kirche und der Apostolischen Gemeinschaft gegründet. Die Interessengemeinschaft beschäftigt sich mit der Erforschung der Geschichte der Apostolischen Glaubensgemeinschaften, wozu auch die Neuapostolische Kirche und deren Vorläufer gehört. Außerdem betreibt sie das Archiv Brockhagen als Begegnungsstätte, Archiv und Bibliothek in einer ehemaligen Neuapostolischen Kirche in Brockhagen. Aber auch viele Veröffentlichungen (z. B. eigene, aber auch in der kircheneigenen Zeitschrift Spirit), das Internetlexikon APWiki, Auftritte auf Jugend- und Kirchentagen sowie Seminare und Themennachmittage in der Neuapostolischen Kirche gehören zum Aufgabenfeld des Vereins.
Regenbogen-NAK
1999 entstand Regenbogen-NAK, eine private Initiative von homo- und bisexuellen sowie transgeschlechtlichen neuapostolischen Gläubigen. Ein Hauptanliegen dieser Vereinigung ist die Anerkennung durch die Kirche und die Gläubigen, insbesondere durch Aufklärung über die alternativen Lebensformen. Regenbogen-NAK ist in zahlreichen Ländern vertreten, unter anderem in Frankreich, den Niederlanden, Argentinien, Südafrika und den USA.

## Geschichte
Die Anfänge der Neuapostolischen Kirche gehen auf die Erweckungsbewegungen um Edward Irving, John Bate Cardale und die späteren katholisch-apostolischen Gemeinden im 19. Jahrhundert in Großbritannien zurück. Diese gingen davon aus, dass es aufgrund von Gebeten für eine zweite Ausgießung des Heiligen Geistes nach dem biblisch überlieferten Pfingsten zu wunderartigen Zungenreden, Prophezeiungen und der Ernennung neuer Apostel zur Wiederherstellung urchristlicher Verhältnisse kam. Nachdem die Bewegung auch in Deutschland Missionserfolge erzielt hatte, kam es besonders unter dem Einfluss der Lehrdifferenzen mit dem Propheten Heinrich Geyer 1863 in Hamburg zur Exkommunikation und Abspaltung der allgemeinen christlichen apostolischen Mission. Ursache hierfür waren Unterschiede in der Endzeiterwartung und das allmähliche Versterben der zwölf katholisch-apostolischen Apostel, deren Linie die Anhänger um Geyer und den später neu gerufenen Apostel Carl Wilhelm Louis Preuß aufrechtzuerhalten versuchten. 1878 trennte sich Geyer abermals, nachdem es mit den Apostel Friedrich Wilhelm Schwarz und Friedrich Wilhelm Menkhoff zu stark unterschiedlichen Ansichten in Theologie, Liturgie und Nachfolge für den verstorbenen Apostel Preuß kam. Unter der Führung von Friedrich Krebs (Stammapostel von 1897 bis 1905) formten sich in der „Apostolischen Gemeinde“ in Deutschland und der „Apostolische Zending“ in den Niederlanden schließlich die Struktur und Lehre der späteren NAK. Dazu gehörten unter anderem die Einführung des Stammapostelamts als absolute geistliche Autorität der neuen Apostel, die Abkehr vom ökumenischen Prinzip der Einheits- und Erweckungskirche hinzu einer stetig erstarkten Betonung des Versiegelungssakraments sowie das Verschwinden der Prophetie und anderer charismatischer Elemente.
Unter Stammapostel Hermann Niehaus (Stammapostel von 1905 bis 1930) kam es zur Festigung und Profilgebung der apostolischen Missionsgemeinden, die sich nach einem Beschluss einer Apostelversammlung 1907 „Neuapostolische Gemeinde“ und ab 1930 fortlaufend Neuapostolische Kirche nannten. In diese Zeit fallen auch die ersten offiziösen Kirchenschriften zur neuapostolischen Lehre – 1908 auch das erste Glaubensbekenntnis – sowie Verhaltensregeln für das Glaubensleben der Mitglieder. Unter Vorwürfen staatsfeindlicher Umtriebe im deutschen Kaiserreich manifestierte Niehaus auch einen Kurs der aktiven Neutralität in politischen Belangen und richtete die Gemeinschaft patriotisch-monarchistisch aus, was sich vielseitig auf die Glaubenspraxis auswirkte. Aufgrund der gescheiterten Prophezeiungen zum Ausgang des Ersten Weltkriegs kam es nach Kriegsende erneut zu ernsthaften Führungskonflikten, vor allem um die Autorität des Stammapostelamts, sowie weiteren Abspaltungen von der NAK. Die Neuapostolische Kirche wuchs vor allem in Deutschland stetig und zählte 1925 bereits 138.000 Mitglieder.
Während der Amtszeit von Stammapostel Bischoff (von 1930 bis 1960) kam es vor dem Hintergrund eines heftig geführten Richtungsstreits in der Nachkriegszeit zum vorübergehenden Höhepunkt des religiösen Absolutheitsanspruchs der NAK sowie der Führungsposition des Stammapostels. Neben Personalkonflikten und theologischer Meinungsverschiedenheiten trug zu diesem auch die Haltung der Kirchenleitung gegenüber dem NS-Regime bei, die wegen der Replikation antisemitischer Hetze und staatlicher Kriegspropaganda als opportunistisch bis anbiedernd und nach außen befürwortend beschrieben wird. Die Konflikte aus der Ära Bischoff gipfelten letztlich in der bisher größten Krise der Glaubensgemeinschaft, nachdem sich die vom Stammapostel verkündete und zum Dogma erhobene „Botschaft“, der zufolge sich die Wiederkunft Christi noch zu seinen Lebzeiten ereignen würde, aufgrund dessen Todes im Juli 1960 nicht mehr erfüllen konnte. In seiner Amtszeit trennten sich weltweit zehntausende Mitglieder von der Kirche infolge von zahlreichen Spaltungen, Austritten sowie Ausschlüssen.
Die neue Kritikwelle seitens ausgeschlossener Mitglieder, Anhängern von abgespaltenen Gemeinschaften und Vertretern der Landeskirchen führte zu einer starken Selbstisolierung der NAK während der Amtszeit der Stammapostel Walter Schmidt (im Amt von 1960 bis 1975) und Ernst Streckeisen (von 1975 bis 1978), infolge derer die neuapostolischen Christen auch lange von Modernisierungstendenzen der westlichen Gesellschaft abgeschnitten waren und eine auf unbedingten Gehorsam sowie rigide Führungsstrukturen ausgerichtete Glaubenspraxis pflegten. Dies führte gepaart mit dem Exklusivitätsanspruch der Kirche, der Stellung der Frau, dem Umgang mit dem NS- und SED-Regime sowie anderen Streitpunkten wiederum zu heftiger Kritik in den späten Jahrzehnten des 20. Jahrhunderts und etablierte eine Reputation der NAK als Sekte oder Sondergemeinschaft in der Öffentlichkeit. Erst Stammapostel Hans Urwyler (im Amt von 1978 bis 1988) setzte reformatorische Impulse durch erste Annäherungen an Exkommunizierte und die Einführung des Prinzips der „Eigenverantwortung“. Die in der medialen Öffentlichkeit und im Internet immer massiver auftretenden Kritiker bewegten Stammapostel Richard Fehr (von 1988 bis 2005) schließlich ab 1996 zu einer Fortführung und Intensivierung von Urwylers Kurs, was zu einer Neupositionierung der NAK führte. Aufgrund der Globalisierung und verstärkten Missionsarbeit stieg die Zahl der Mitglieder im Laufe der Amtszeit von Urwyler und Fehr von 1,5 auf über 10 Millionen Mitglieder. Stammapostel Leber (im Amt von 2005 bis 2013) vollzog eine Annäherung an andere Kirchen mit zahlreichen Schritten in die institutionalisierte Ökumene, auch durch teils drastische Lehränderungen am Sakraments- und Amtsverständnis.

## Ökumene

### Praxis
Die Neuapostolische Kirche gehört auf internationaler Ebene nicht dem Ökumenischen Rat der Kirchen (ÖRK) an, dafür hingegen den nationalen Ablegern in Indien (2014), den Niederlanden (2016), Luxemburg (2017) und Argentinien (2018). Des Weiteren beteiligt sich die NAK seit 2005 am vom ÖRK ausgerufenen Internationalen Tag des Gebets für den Frieden. Sie beteiligt sich nicht an interkonfessionellen Sakramentsspendung oder Segenshandlungen (z. B. Trauung, Beerdigung), Beiträge Geistlicher anderer Kirchen sind nur außerhalb der Handlungen möglich. Eine anderweitige Teilnahme an ökumenischen Gottesdiensten wird seit einigen Jahren gestattet; Zusammenarbeit im sozialen und karitativen Kontext wird gefördert.
In Deutschland wurde die Neuapostolische Kirche 2019 auf eigenen Wunsch zunächst als Gastmitglied in die Arbeitsgemeinschaft Christlicher Kirchen in Deutschland (ACK) aufgenommen. Dies beschlossen die Mitgliedskirchen der ACK mit der erforderlichen Zweidrittelmehrheit. Vorausgegangen waren Klärungen in regelmäßigen Gesprächen zwischen der Neuapostolischen Kirche und der ACK, die im Jahr 2001 zunächst auf regionaler Ebene aufgenommen worden waren. Im September 2015 veröffentlichten die Neuapostolische Kirche und die ACK eine gemeinsame Orientierungshilfe zu „Möglichkeiten ökumenischer Begegnungen und Zusammenarbeit“ unter dem Titel „Schritte aufeinander zu“. Seit 2017 ist die Neuapostolische Kirche bereits in über 30 ACK-Ortsverbänden Gastmitglied, wovon die erste Gemeinde 2006 Memmingen war. 2017 galt die Gastmitgliedschaft bereits auch auf Länderebene in Baden-Württemberg, Berlin-Brandenburg, Hamburg und Mecklenburg-Vorpommern. Einige ACK-Ortsverbände haben die Neuapostolische Kirche bis dato als Vollmitglied aufgenommen.
In der Schweiz ist die Neuapostolische Kirche seit 2022 Vollmitglied der Arbeitsgemeinschaft christlicher Kirchen in der Schweiz (AGCK Schweiz). Zwischen 2002 und 2007 diskutierten Vertreter der Neuapostolischen Kirche Schweiz und der AGCK Schweiz über Theologie- und Glaubensfragen. 2007 wurde zudem eine ordentliche, paritätisch dotierte Gesprächskommission gegründet, um den Dialog weiterzuführen. 2014 wurde die Neuapostolische Kirche Gastmitglied der AGCK Schweiz. Die Gesprächskommission verfasste 2019 einen Abschlussbericht und stellte fest, dass einer Vollmitgliedschaft der NAK bei der AGCK Schweiz nichts im Wege stehe.
In Österreich ist die NAK seit 2021 Mitglied mit beratender Stimme des Ökumenischen Rates der Kirchen in Österreich. Sie ist zudem Mitglied im Ökumenischen Jugendrat in Österreich.
Die Teilnahme an der Abendmahlsfeier in den Gottesdiensten der NAK ist offiziell nur für Mitglieder und gastweise auch für formgerecht getaufte Christen anderer Konfessionen vorgesehen. Jedoch wird dies nicht kontrolliert und in der Praxis wird niemandem die Teilnahme verwehrt. Seit Pfingsten 2008 wird auch in der Neuapostolischen Kirche das Vaterunser in der Version der Lutherbibel (Revision von 1984) gebetet. Die von den meisten anderen christlichen Kirchen benutzte ökumenische Version weicht davon nur geringfügig ab (dort heißt es in der ersten Zeile „Vater unser im Himmel, geheiligt werde dein Name.“, wohingegen die Lutherfassung diese mit „Unser Vater im Himmel! Dein Name werde geheiligt.“ übersetzt).
Am 34. Kirchentag der Evangelischen Kirche in Deutschland, der 2013 in Hamburg stattfand, war die NAK erstmals vertreten. Die Bewerbung der NAK zur Teilnahme am 2. Ökumenischen Kirchentag in München 2010 wurde im Vorjahr noch abgelehnt.
Im Jahr 2000 führten die NAK und andere apostolische Gemeinschaften ein erstes Apostolisches Konzil in Zürich durch. Den vorläufigen Höhepunkt erreichte der innerapostolische Dialog in der Versöhnungserklärung zwischen der NAK und der Apostolischen Gemeinschaft 2014.

### Beurteilung
Seit Herantreten der NAK an ökumenische Organisationen und ihren Änderungen wesentlicher Lehraussagen haben externe Beobachter zahlreiche Bewertungen des „ökumenischen Öffnungsprozesses“ veröffentlicht. Stellvertreter anderer Kirchen in Deutschland kommentieren die ökumenischen Entwicklungen mehrheitlich positiv, insbesondere mit Bezug auf die Erneuerungen des Tauf- und Kirchenverständnisses der NAK und die endgültige Festlegung dieser Lehren in einem umfassenden Katechismus. Auch der in Deutschland wohl bekannteste NAK-Aussteiger, Siegfried Dannwolf, bezeichnete diese Entwicklung als grundsätzlich „erfreulich“.
Die Religionswissenschaftlerin Katja Rakow sieht ein paradoxes Dilemma im ökumenischen Öffnungsprozess: Durch die Aufwertung anderer christlicher Glaubensbekenntnisse in Lehre und der Beseitigung von Devianzen vom Mainstream-Christentum gefährde die NAK potentiell ihr klassisches, wiedererkennbares Lehrprofil. Folglich bewertet sie die Lehränderungen und institutionellen Annäherungen an die Ökumene als „Spagat“ bzw. Doppelstrategie, um Kontroversen um ihr Profil zu besänftigen, ohne es dabei aufzugeben. Zu einer ähnlichen Einschätzung um den Exklusivitätsanspruch der NAK kommt trotz ausgesprochen begrüßender Haltung auch der Theologe Andreas Finck. Es zeige sich ein starkes Gefälle innerhalb der NAK, was das Drängen auf Reformen betrifft:

„Die Kirche reagiert keinesfalls nur auf demographische Verwerfungen. Erstaunlich ist, dass es einigen nicht schnell genug geht, anderen geht’s wahrscheinlich zu schnell, sodass die NAK vor einer Zerreißprobe steht.“

Aus Rücksicht auf konservative Mitglieder seien Reformen lange hinausgeschoben oder nur langsam vorangetrieben worden, was wiederholt zum Aufruhr unter progressiv eingestellten Mitglieder führte. Fincke versieht diese Bewegung mit der Titulierung NAK von unten und vergleicht sie damit gewissermaßen mit der römisch-katholischen Initiative Kirche von unten.
Hauptkritik bezieht sich vor allem auf ein exklusives Erlösungsverständnis im Bezug auf die Wiederkunft Christi und die Auslegung der „Gotteskindschaft“, das die NAK lediglich mit unumstrittenen Zugeständnissen ergänzt habe; auch wenn andererseits eingeräumt wird, dass ähnliche exklusive Züge auch in anderen Kirchen der Ökumene existierten. Bezweifelt wird auch die Bereitschaft der Neuapostolischen Kirche, umstrittene Standpunkte auf Basis der Bibel zu reflektieren. Kai Funkschmidt, verantwortlicher Referent der Evangelischen Zentralstelle für Weltanschauungsfragen, bezweifelte beim Erscheinen des neuen NAK-Katechismus die ausreichende Vermittlung der Lehränderungen und deren Bedeutung für die Ökumene an die Kirchenöffentlichkeit. Außerdem stellte er im Vergleich von Aussagen der Stammapostel Wilhelm Leber und Jean-Luc Schneider fest, dass letzterer das exklusivistische Selbstbild der NAK wieder stärker betone und der ökumenische Öffnungsprozess in der theologischen Ausrichtung mit der Veröffentlichung des neuen Katechismus 2012 damit zu einem vorläufigen Ende gekommen sei.
Zur Motivation des ökumenischen Öffnungsprozesses der NAK werden verschiedene Vermutungen geäußert. Kai Funkschmidt führt die bereits lange, unerfüllte Erwartung der Wiederkunft Christi an, die zu einer allgemeinen Kursänderung bewege. Der schweizerische Religionswissenschaftler Georg Schmid vermutet den Einfluss der Säkularisierung auf Zahl und Glaubensaktivität der Mitglieder. Ebenfalls immer wieder Erwähnung findet die sogenannte ACK-Klausel, die es Mitgliedern von Kirchen außerhalb der ACK oft unmöglich mache, in kirchlichen Einrichtungen Anstellung zu finden. Diverse Stimmen unterstellen der NAK, mit ihrem ökumenischen Öffnungsprozess weniger die theologische Annäherung an das Gesamtchristentum als eine Abkehr von ihrem „Sektenimage“ zu bezwecken. Dafür spreche z. B. der Umstand, dass Stammapostel Fehr bereits im Jahr 2000 im ersten Image-Video der NAK mit den ökumenischen Absichten der NAK geworben hatte, bevor es 2001 überhaupt zu den ersten offiziellen Kontakten mit der ACK kam.

## Kontroversen

### Lehransichten
Die Neuapostolische Kirche wird von außen für ihr exklusivistisches (d. h. ausschließendes) Kirchenverständnis als Erlösungswerk des Herrn kritisiert. Diese Kritik bezieht sich in erster Linie auf die neuapostolische Vorstellung, dass ihr Apostelamt als einziges von Gott befähigt sei, die Gabe des Heiligen Geistes zu spenden, die Vergebung der Sünden zu proklamieren und Menschen dadurch die Teilnahme an der Entrückung zu ermöglichen. Trotz Verweisen auf die Souveränität Gottes und pro-ökumenischer Lehränderungen hat die NAK diesen Exklusivitätsanspruch grundsätzlich beibehalten.
Diverse Punkte ihrer Lehre, so vor allem das Amtsverständnis der Apostel oder das Entschlafenenwesen, werden von anderen Christen oft als biblisch unfundiert betrachtet. Der NAK wird insofern auch der Vorwurf der Eisegese nachgesagt.

### Gehorsamsstruktur und psychische Gewalt
In den letzten Jahrzehnten des 20. Jahrhunderts kam es zu heftiger öffentlicher Kritik durch externe Beobachter und ausgetretene Mitglieder am damaligen Dogma des Glaubensgehorsams gegenüber dem Amtskörper. Dieses, verbunden mit Androhungen vom Zurückbleiben bei der Entrückung, Entzug göttlichen Segens oder dem Verschulden der Sünde wider den Heiligen Geist bei Kritik oder Zuwiderhandlungen, bezeichneten Kritiker wie der Psychologe und Ex-Priester Olaf Stoffel sowie andere Aussteiger als Indoktrination und Mittel zur Gehirnwäsche der Mitglieder. Dazu kamen bei vielen Seelsorgern zahlreiche Verhaltensvorschriften für den Lebenswandel sowie die hohe zeitliche Beanspruchung durch die als verbindlich angesehenen Gemeindeaktivitäten hinzu, weshalb der NAK auch soziale Kontrolle und Konformitätsdruck vorgeworfen wurden.
Durch die Einführung des Prinzips der Eigenverantwortung und Veränderungen des Lehrprofils hat die NAK Reformen durchgeführt. Der seit 2013 amtierende Stammapostel Schneider hat sich mehrmals kritisch zur früheren Praxis der NAK geäußert. Dennoch gibt es nach wie vor Stimmen, die dieselbe Gehorsamsstruktur in lediglich anderer Rhetorik anklagen oder die fehlende Aufarbeitung geistlichen Missbrauchs in der Seelsorge kritisieren.
Im August 2021 veröffentlichte die Neuapostolische Kirche in den Niederlanden als erste ein Schuldbekenntnis und eine Entschuldigung für das durch „autoritäre Führung“ und „Anpassungsdruck“ verursachte Leid in der Vergangenheit. Bereits Ende 2020 stiftete die NAK Westdeutschland ein Pionierprojekt – eine „Ansprechstelle für Ratsuchende nach belastenden Erfahrungen in der Seelsorge“ – welche sich an Mitglieder wie auch Ehemalige richtet. Motivator zu diesem Schritt war unter anderem eine bestehende Nachfrage nach Beratung bei Anlaufstellen der Evangelischen Kirche im Rheinland durch hilfesuchende ehemalige Mitglieder der NAK.

### Umgang mit Stammapostel Bischoffs „Botschaft“
Bis heute wird die Neuapostolische Kirche dafür kritisiert, sich nicht eindeutig von der „Botschaft“ als Irrtum Stammapostel Bischoffs bzw. als internes Politikum (siehe z. B. Abhandlungen bei Dominik Schmolz oder Michael Koch) distanziert zu haben. Zwar hat sich die NAK während der Amtszeit von Stammapostel Leber im Zuge der Aussöhnungsbemühungen mit anderen apostolischen Christen für begangenes Leid seitens seiner Kirche entschuldigt sowie frühere Rechtfertigungsversuche als unbiblisch erklärt. Dennoch überlässt sie es ohne eigene Schlussfolgerung dem Einzelnen, die „Botschaft“ für göttlich zu halten oder nicht.
Nach dem europaweit übertragenen Informationsabend vom 4. Dezember 2007 wurde die NAK heftig kritisiert., u. a. weil die NAK in der „Botschaft“ Bischoffs nicht die Hauptursache für die Spaltungen 1954 und 1955, sondern lediglich einen unmittelbaren Anlass sah.
2015 löste es Befremden seitens des Evangelischen Zentralstelle für Weltanschauungsfragen (EZW) aus, dass die NAK die Veröffentlichung der Ergebnisse einer von ihr beauftragten Zeitzeugenbefragung durch die Historikerin Almut Leh und Fernuniversität Hagen verweigerte. Die Neuapostolische Kirche begründete dies damit, dass die Versöhnung mit der VAG bereits geschehen sei und eine solche Publikation deshalb neue Konflikte hervorrufen könnte. Der (damals noch) neuapostolische Historiker Olaf Wieland hat dieses Vorgehen gegenüber dem Bezirksapostel Wolfgang Nadolny aus Berlin öffentlich kritisiert. Einige Mitglieder der NAK lancierten die Petition „NAK Forschungsbericht jetzt!“.

### Umgang mit sexuellem Missbrauch
Seit die NAK stärker medial beleuchtet wird, kommt es seit den 1990er Jahren auch vermehrt zu Berichten über sexualisierte Gewalt (zuletzt 2021). In einem 2019 erschienenen Tätigkeitsreport der unabhängigen Kommission zur Aufarbeitung sexuellen Kindesmissbrauchs fand die Neuapostolische Kirche in den Opferberichten neben den Großkirchen und der Religionsgemeinschaft der Zeugen Jehovas explizit Erwähnung. Im Mai und Juni 2019 sorgte die Verurteilung eines Serientäters und Priesters im Ruhestand aus Aachen bundesweit für Schlagzeilen.
2007 gründeten die Pädagogin Irene Döring und der ehemalige Polizeipsychologe Rainer Ballnus den Verein Licht nach dem Dunkel e. V. (LINDD), der in den letzten Jahren wiederholt als Fürsprecher von neuapostolischen Opfern gegenüber der Kirchenleitung aufgetreten ist und nach eigenen Angaben die kircheninterne Prävention bzw. Aufklärung zu fördern sucht. Auf ihrer Webseite sammelt LINDD auch diverse Erfahrungsberichte von Missbrauchsopfern. Laut eigener Darstellung führte der Verein Gespräche mit der Kirchenleitung, bei denen LINDD kritisch zum Ausdruck brachte, die Kirche betreibe eher Täter- als Opferschutz. Einerseits bekräftigt LINDD in einer kürzlichen Stellungnahme, dass sich die NAK der Thematik seit 2004 grundsätzlich annehme und konkrete Schritte unternommen habe. Andererseits seien diese oft mangelhaft koordiniert und ließen fachliche unabhängige Beratung zu oft außen vor. Das Verhältnis zwischen den Parteien verlief lange spannungsreich, was auch einen Namensrechtsstreit im Jahr 2009 nahelegt, wobei es aber regional trotzdem zu einigen Kooperationen um die betreffende Thematik kam.
Bereits beim ersten Leitfaden der NAK zum Thema sexueller Missbrauch Umgang mit sexuellen Übergriffen in der Seelsorge, der 2004 erschien, war Döring nach eigenen Angaben involviert. In NAK-nahen Internetmedien gilt ein Missbrauchsfall aus dem Jahr 2002 in Dortmund als Auslöser für diese Entwicklung; dabei hat ein ehrenamtlicher Diakon ein schwerbehindertes und widerstandsunfähiges 14-jähriges Mädchen wiederholt und zuletzt in Räumlichkeiten der Kirche zu sexuellen Handlungen genötigt. In den folgenden Jahren erschienen in verschiedenen Gebietskirchen wie Süddeutschland und Nordrhein-Westfalen Elternbriefe, die direkte Aufklärung leisten und Handlungsempfehlungen weitergeben sollten. In beiden Briefen wird Betroffenen bei Verdachtsmomenten eine Eskalation an verantwortliche Behörden wie Kriminalpolizei oder Jugendamt empfohlen. Ähnliche Schreiben gab es nach Darstellung von LINDD e. V. auch in anderen Gebietskirchen. Daneben gibt es seit einigen Jahren auch Informationsveranstaltungen, in einigen Gebietskirchen auch zuständige Gremien. Die NAK Süddeutschland verlangt seit 2016 von Amtsträgern und anderen Beauftragten die Unterzeichnung eines Verhaltenskodex sowie die Einreichung eines erweiterten Führungszeugnisses auf der rechtlichen Grundlage von § 72a des Achten Buches Sozialgesetzbuch. Diese Entwicklung brachte Publizist Michael Koch in Verbindung mit einem öffentlich gewordenen Wiederholungsfall von sexueller Nötigung, für die ein damals 50-jähriger Priester der NAK aus Reutlingen im November 2016 verurteilt wurde.
Aufgrund der Prävalenz sexualisierter Gewalt in Südafrika, eine der höchsten weltweit, hat die Neuapostolische Kirche Afrika-Süd im März 2020 detaillierte Richtlinien verabschiedet, die laut eigenen Angaben über zwei Jahre von Seelsorgern und externen Beratern erarbeitet wurden. Während die Richtlinien Fachkenntnisse von Mitgliedern beratender Gremien und die Zusammenarbeit mit einschlägigen Hilfsorganisationen vorsehen, bleiben die Befugnisse für interne Untersuchungen unter Geistlichen der Führungsebene. Die NAK Afrika-Süd verpflichtet Mitglieder und Angestellte darin zur Anzeigeerstattung von Kindesmissbrauch im Verdachtsfall.

### Publikationen der Neuapostolischen Kirche
- Die Neuapostolische Kirche Broschüre, Zürich 2014 (online, PDF).
- Ein Glaube – ein Ziel. 150 Jahre Neuapostolische Kirche Hrsg.: Neuapostolische Kirche International, Zürich 2013 (online, PDF).
- Katechismus der Neuapostolischen Kirche. Bischoff Verlag, 2012, ISBN 978-3-943980-00-4.

### Allgemeine Publikationen über die Neuapostolische Kirche
- Markus Lechner: Macht & Freiheit – Erfahrungen und Interpretationen eines Ex-Priesters der Neuapostolischen Kirche. Norderstedt 2023, ISBN 978-3-7347-6768-5.
- Kai M. Funkschmidt (Evangelische Zentralstelle für Weltanschauungsfragen (EZW)): Kompaktinfos: Die Neuapostolische Kirche. Berlin 2013 (online, PDF).
- Kai M. Funkschmidt (Hrsg.): Bewahrung und Erneuerung. Ökumenische Analysen zum neuen Katechismus der Neuapostolischen Kirche (= EZW-Texte 228). Berlin 2013 (Inhaltsangabe).
- Katja Rakow: Neuere Entwicklungen in der Neuapostolischen Kirche. Eine Dokumentation des Öffnungsprozesses. Berlin 2004, ISBN 3-89998-036-0.
- Reinhard Hempelmann (Hrsg.): Die Neuapostolische Kirche und die Ökumene (= EZW-Texte 214). Berlin 2011 (Inhaltsangabe).
- Olaf Wieland: Von einer ‚Sekte‘ zur ‚Freikirche‘? (= Freikirchenforschung. 16). Münster 2007, ISBN 978-3-934109-08-7.
- Tobias Mai: Die Lehre der Neuapostolischen Kirche im Licht der Heiligen Schrift. Hünfeld 2010, ISBN 978-3-939833-29-1 (online, pdf).
- Erhard Ludwig: Zur Wirksamkeit religiöser Ideologien unter Bürgern der DDR, nachgewiesen am Beispiel der neuapostolischen Kirche im Bezirk Erfurt. Dissertation, Humboldt-Universität Berlin 1969, DNB 482431873.

### Zur Geschichte der Kirche
- Helmut Obst: Apostel und Propheten der Neuzeit – Gründer christlicher Religionsgemeinschaften des 19. und 20. Jahrhunderts. Göttingen 2000, ISBN 3-525-55438-9.
- Netzwerk Apostolische Geschichte: Die apostolischen Gemeinden im Umbruch – 1863 bis 1900. Edition Punctum Saliens, Nürtingen 2008, ISBN 978-3-939291-03-9.
- Netzwerk Apostolische Geschichte: Kirche auf dem Weg – die apostolischen Gemeinschaften im Verlauf des 20. Jahrhunderts. Bielefeld 2010, ISBN 978-3-939291-06-0.
- Olaf Wieland: Vom Segen gemeinsamer Arbeit. Die Anpassungsstrategie der Neuapostolischen Kirche in der DDR (= Freikirchenforschung. 21). Münster 2012, ISBN 978-3-934109-13-1.
- Dominik Schmolz: Kleine Geschichte der Neuapostolischen Kirche. Steinhagen 2013, ISBN 978-3-939291-08-4.
- Geschichte der NAK auf nac.tody.

Aussteiger 
- Winnifried Lange: Ich war ein „Gotteskind“. IKS Garamond, Jena 2004, ISBN 3-934601-85-5.

### Überblick
- Literatur von und über Neuapostolische Kirche im Katalog der Deutschen Nationalbibliothek
- Linkkatalog zum Thema Neuapostolische bei curlie.org (ehemals DMOZ)
- Die Neuapostolische Kirche im Fachbereich Weltanschauungsfragen der katholischen Erzdiözese München und Freising
- glaubenskultur.de, Magazin zur Neuapostolischen Kirche
- naktuell.de, Eigenständiger Informationsdienst zur neuapostolischen Kirche
- Netzwerk Apostolische Geschichte, Überkonfessionelle und unabhängige Interessengemeinschaft für die Geschichte der Apostolischen Glaubensgemeinschaften.
  - APWiki, Wiki zur Apostolischen Geschichte
  - Artikel zur Neuapostolischen Kirche im APwiki
- nak-info, Kritische Betrachtung der Neuapostolischen Kirche einer privaten Initiative

### Offizielle Weblinks
- Website der Neuapostolischen Kirche International
- Website der Neuapostolischen Kirche Deutschland, mit Links zu den Gebietskirchen
- nac.today – das Nachrichtenmagazin der NAK International